# Kopica (potok)
Kopíca (madžarsko Kopica-patak) je desni pritok Ledave v ravnini južno od Lendave/Lendva v severovzhodni Sloveniji, na dolinskem delu Prekmurja. Izvira kot majhen vodotok v vasi Gaberje/Gyertyános in teče po ravnini večinoma proti jugovzhodu skozi naselje Petišovci/Petesháza ter naprej do izliva v reko.
Potok teče skoraj v celoti po umetni strugi, ki pod Petišovci služi zgolj za odvajanje vode z obsežnih kmetijskih površin in je brez obrežnega rastja in zlasti poleti skoraj brez vode ter precej onesnažen. V preteklosti je bil potok večji, saj je bila pred melioracijami podtalnica plitvo pod površjem, danes pa ima več vode le ob močnejših padavinah in dvigu podtalnice. Kljub majhnosti in regulaciji potok v Petišovcih občasno celo poplavlja (npr. septembra 2014).